# Aethes kasyi
Aethes kasyi es una especie de polilla del género Aethes, categorizada en la tribu Cochylini, de la subfamilia Tortricinae.

## Distribución
Se distribuye por Macedonia.

## Taxonomía
Fue descrita por Razowski en 1962 y publicada en (Aethes), Acta zool. cracov. 7: 400.